# 김명준 (영화 감독)
김명준은 대한민국의 영화 감독이자 촬영 감독이다. 감독의 장편 영화 우리학교(2007년)는 일본의 재일 한국인 학생들의 삶에 관한 다큐멘터리 영화이며 2006년 부산국제영화제에서 다큐멘터리상을 수상했다.

## 참여 작품
- 꽃섬
- 우리학교
- 소년, 소년을 만나다
- 불꽃처럼 나비처럼
- 친구사이?
- 두 번의 결혼식과 한 번의 장례식